# Ваныш-Алпаутово
Ваныш-Алпаутово (баш. Ваныш-Алпауыт) — деревня в Бураевском районе Республики Башкортостан Российской Федерации. Центр Ванышевского сельсовета.

## География

### Географическое положение
Расстояние до:
- районного центра (Бураево): 12 км,
- ближайшей ж/д станции (Янаул): 80 км.

## История
Основана башкирами Эске-Еланской волости Казанской дороги на собственных землях, известна с 1707. По договору 1791 о припуске здесь поселились тептяри.

## Население
| 2002 | 2009 | 2010 |
| ---- | ---- | ---- |
| 483  | ↘452 | ↘446 |

Согласно переписи 2002 года, преобладающая национальность — башкиры (96 %).

## Инфраструктура
Личное подсобное хозяйство с зоной сельскохозяйственного использования, индивидуальная застройка усадебного типа.
Основа экономики — сельское хозяйство.
МОБУ СОШ д. Ваныш-Алпаутово, Ванышевский фельдшерско-акушерский пункт.

## Транспорт
Деревня доступна автотранспортом.

## Достопримечательности
Воинам, павшим в годы Великой Отечественной войны.

## Религия
В деревне есть мечеть.